# Стефан Бошковић
Стефан Бошковић (Титоград, 15. фебруар 1983) црногорски је књижевник, драматург и сценариста. Добитник је Европске награде за књижевност за 2020. годину за роман Министар.

## Биографија
Дипломирао је драматургију на Факултету драмских умјетности на Цетињу. Роман Шамарање је добио награду за најбољи необјављени рукопис у Црној Гори. Приче и драме су му превођене на неколико језика.

## Дела
- Шамарање
- Транспарентне животиње - приповетке (2017, Партизанска књига)
- Министар (2019, Космос)[3]

## Филмографија
- Дадо Ђурић - документарни филм о сликару Даду Ђурићу (2012)
- Живе очи - документарни филм (2014)
- Вице верса - документарни филм (2015)
- Умир крви (кратки филм) (2015)
- Испод моста на трави, међу стијенама (2016)
- Пут - тв филм (2018)
- Пелоид - кратки филм (2018)
- Дојч кафе - тв серија (2016 - 2019)
- Барли - кратки филм (2021)[4]